# 阿斐 (科罗拉多州)
阿斐（英語：Ophir），是美国科罗拉多州圣米格尔县下属的一座城市。建市于1905年2月23日，面积大约为0.176平方英里（0.456平方公里）。根据2010年美国人口普查，该市有人口159人。2011年估计该市有人口163人，相比2010年人口增长率为2.52%。同时，论人口该市是科罗拉多州第240大城市。